# Weeley Heath
Weeley Heath är en by i Essex i England. Byn är belägen 6 km 
från Clacton-on-Sea. Orten har 701 invånare (2016).